# 六亩塘街道
六亩塘街道，原为六亩塘镇，是中华人民共和国湖南省娄底市涟源市下辖的一个乡镇级行政单位。2019年7月26日，撤镇设街道。

## 行政区划
六亩塘街道下辖以下地区：
牛角石社区、狮子山社区、芦茅塘社区、笃庆堂社区、涟水名城社区、三步桥村、温田村、毛坪村、石头村、洞庭桥村、树亭村、桐车湾村、秀溪村、井家村、良溪村、胜利村、锦地村、界边村、同意村、兴福村、新康村、坪上村、荆桥村、红光村、梅南村、芙蓉村、黄龙村、同家井村、峦峰村、双石村、烟竹村、湴冲村、瓦坵村、利民村、白石溪村和扶珂村。